# مطبخ الجبل الأسود
مطبخ الجبل الأسود: هو نتيجة للموقع الجغرافي للجبل الأسود وتاريخها الطويل وتقاليدها.

## مراجعة

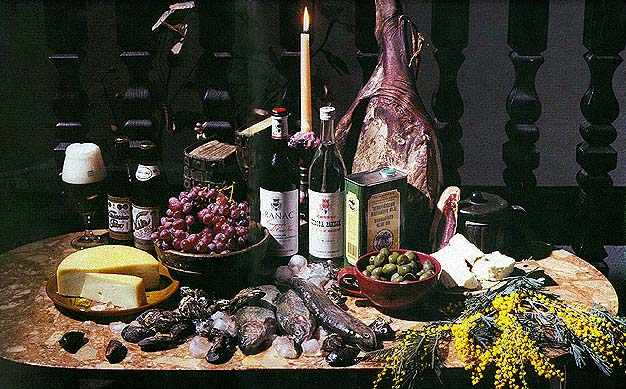
أغذية من الجبل الأسود